# …les borgnes sont Rois
…les borgnes sont Rois (deutsch …die Einäugigen sind Könige) ist ein französischer Kurzfilm von Michel Leroy und Edmond Séchan aus dem Jahr 1974, der bei den 47. Academy Awards 1975 mit einem Oscar ausgezeichnet worden ist.

## Inhalt
Der Film handelt von Léon, einem Mann im fortgeschrittenen Alter, der mit seiner Mutter zusammen eine Wohnung in einem Mehrfamilienhaus in Paris bewohnt. Léon muss sich damit abfinden, dass den ersten Platz im Herzen seiner Mutter deren Hund einnimmt, ein kleiner König für die alte Dame und ihr ganzer Stolz. Sie gesteht dem Tier sogar einen Platz neben sich am Esstisch zu und verwöhnt ihn auch sonst nach Strich und Faden. Aufgrund des hohen Alters seiner Mutter, ist Léon derjenige, der den Hund Tag für Tag ausführen muss. Dabei kommt es immer wieder zu Zwischenfällen, die das verwöhnte Tier verursacht. Da das Léon unangenehm ist, setzt er sich eine dunkle Brille auf, um den Menschen, denen er beim Gassigehen begegnet, vorzugaukeln, dass er kaum noch etwas sehen kann und deswegen auf das Tier angewiesen ist. Die Reaktion seiner Umwelt darauf ist entsprechend rücksichtsvoll und man sieht dem Tier nun auch gewisse Unarten nach, und Léon gelingt es sogar, sich mit einigen Männern, die im Park Boule spielen, anzufreunden.
Als der Hund eines Tages in einem unbewachten Moment ausreißt und nach Hause läuft, reagiert Léons Mutter darauf, indem sie ihm das Tier entzieht, das sie nun der Hauswartsfrau zum Gassigehen anvertraut. Da nun offenbar wird, dass Léon nur so getan hat, als könne er kaum noch sehen, wenden sich auch seine gerade gewonnenen Freunde von ihm ab.

## Produktion, Veröffentlichung
Es handelt sich um eine Produktion von Paul Claudon und C.A.P.A.C.
Der Film wurde erstmals im Oktober 1974 auf dem Chicago International Film Festival gezeigt. Der englische Titel lautet The One-Eyed Are Kings respektive One Eyed Men Are Kings.

## Auszeichnungen
- Chicago International Film Festival 1974: nominiert für den Gold Hugo in der Kategorie „Bester Kurzfilm“
- Oscarverleihung 1975: Oscar in der Kategorie „Bester Kurzfilm“ (Live Action) an die Produzenten Paul Claudon und Edmond Séchan für …les borgnes sont Rois.
- Der Film wurde 2012 ins National Film Registry, ein Verzeichnis besonders erhaltenswerter Filme, aufgenommen.[2]